# Kroktjärnen (Torps socken, Medelpad)
Kroktjärnen är en sjö i Ånge kommun i Medelpad och ingår i Ljungans huvudavrinningsområde.